# Ardisia laxiflora
Ardisia laxiflora är en viveväxtart som beskrevs av Elmer Drew Merrill. Ardisia laxiflora ingår i släktet Ardisia och familjen viveväxter. Inga underarter finns listade i Catalogue of Life.